# Forêt des Colettes
La forêt des Colettes est une forêt domaniale française située au sud du département de l'Allier.

## Situation géographique
La forêt des Colettes se situe à l'extrême sud du département de l'Allier, très près de la limite avec le département du Puy-de-Dôme sur lequel elle déborde, sur les hauteurs situées entre la vallée de la Sioule et celle de la Bouble. Elle couvre une superficie d'un peu plus de 2000 hectares, dont 1 660 ha pour la forêt des Colettes proprement dite, à laquelle s'ajoutent ses annexes au nord : Boismal, à Louroux-de-Bouble (235 ha) et Le Boulard, près de Chirat-l'Église (142 ha). Le massif forestier est complété sur les communes voisines par des bois et forêts qui ne font pas partie de la forêt domaniale et appartiennent à des propriétaires privés ou aux communes ; l'ensemble couvre plus de 4 000 ha.
Elle s'étend principalement sur les communes de Coutansouze, Échassières, Lalizolle et Bellenaves, mais aussi, à un moindre degré, de Veauce, Sussat, Nades et Servant. Toutes ces communes se trouvent dans l'Allier – sauf Servant, à l'extrémité sud-ouest de la forêt, qui est dans le Puy-de-Dôme – et faisaient partie de l'ancien canton d'Ébreuil et de l'ancienne communauté de communes Sioule, Colettes et Bouble.
La forêt est traversée du sud-ouest au nord-est par la RD 987 (de Saint-Gervais-d'Auvergne à Saint-Pourçain-sur-Sioule par Bellenaves et Chantelle) et du sud-est au nord-ouest par la RD 998 (de Gannat à Commentry et Montluçon par Ébreuil). Les deux routes se croisent au carrefour de La Bosse, près du point culminant de la forêt. La voie ferrée Gannat-Montluçon pénètre aussi dans la forêt en deux endroits, au nord, près de Bellenaves et de Coutansouze.

## Géologie
La zone granitique proche du point culminant de La Bosse est particulièrement riche du point de vue minéralogique. On y trouve notamment des minerais rares contenant du béryllium, du lithium, du tantale, du niobium, de l'étain.
Seuls ont donné lieu à une exploitation industrielle le wolfram et le kaolin.
Le wolfram (ou wolframite), repéré en 1911, a été extrait jusqu'en 1962 à la mine des Montmins sur la commune d'Échassières. Il permet de produire du tungstène.
Le kaolin, qui sert à la fabrication de la porcelaine, mais aussi de carrelages et de produits sanitaires en céramique, a été exploité depuis le XIXe siècle, à l'initiative de la famille Jouhet-Duranthon. Cette exploitation se poursuit par les soins de la Société des Kaolins de Beauvoir (à Échassières) qui appartient au groupe Imerys. Le kaolin extrait sur le site de Beauvoir est d'une grande qualité. La production est d'environ 20 000 tonnes par an.
Dans les années 2020, la situation géopolitique et économique et la recherche de la souveraineté industrielle ont entraîné un renouveau d'intérêt pour des métaux comme le lithium et le wolfram présents dans le sous-sol de la partie haute de la forêt. Par arrêté en date du 11 mai 2021, publié au Journal officiel le 2 juin 2021, la ministre déléguée auprès du ministre de l’économie, des finances et de la relance a accordé jusqu’au 23 mai 2025 la première prolongation du permis exclusif de recherches de mines de lithium, étain, tantale, niobium, tungstène, béryllium et substances connexes dit "Permis de Beauvoir" à la société Imerys Ceramics France. En octobre 2022, Imerys annonce sa décision d'ouvrir une mine de lithium dont l'exploitation débutera en 2027 et qui pourrait produire environ 30 000 tonnes d'hydroxyde de lithium par an ; le débouché prévu est la production d'accumulateurs lithium-ion pour la filière des véhicules électriques.

## Histoire
Le nom se trouve sous la forme latine nemoris de Coleta dans un acte d'avril 1245. On peut voir au cœur de la forêt la fontaine de Sainte-Colette.
Enclave du nord-ouest de la Basse-Auvergne, la forêt faisait partie au Moyen Âge de la Terre d'Auvergne puis du duché d'Auvergne. L'ensemble forestier est à proximité du château de Chantelle qui appartient également aux Bourbons, ducs à la fois de Bourbon et d'Auvergne. Lorsque les biens du connétable de Bourbon furent confisqués par François Ier, elle passa dans le domaine royal.
Aux XVIIe et XVIIIe siècles, la forêt des Colettes et la forêt voisine de Boismal (au nord) sont peuplées d'ouvriers qui travaillent le bois, bûcherons et fendeurs, mais aussi sabotiers ; ils logent sur place dans des cabanes. Mais c'est aussi le refuge de déserteurs, vagabonds, voleurs et surtout des faux-sauniers ; en effet, cette zone se trouve à la frontière entre l'Auvergne, pays rédimé de gabelle où le sel n'était soumis à aucune taxe, et le Bourbonnais, pays de grande gabelle, ce qui en fait une zone favorite de contrebande. Au début du XVIIIe siècle, les autorités s'inquiètent de ces désordres ; le 14 mai 1704, l'intendant de Moulins, Gilles IV de Maupeou d'Ableiges, envoie un mémoire au roi pour l'alerter :
« Le plus grand faux saunage qui se fait dans le Bourbonnais provient des bois du Roy de Coulette [= Colettes] et Nade scitués à 2 lieües et demy de Gannat, tirant du costé de Bellenave et Montmarault, lesquels bois contiennent 8 ou 9 lieües de circuit, où se réfugient tous les faux sauniers parce qu'ils sont soutenus par plus de six à sept cens ouvriers qu'on appelle fendeurs qui se sont cabanés dans lesdits bois où ils ont plusieurs cabarets, font une espèce de république et sont en possession de ne payer aucun sel, taille ny subside, sans qu'on ose y aller faire aucune recherche, ny demande, se prestant main forte les uns aux autres et sont tous armés de fusils. »
Le roi autorise alors l'intendant à prendre une ordonnance interdisant à quiconque « de s'établir et avoir des loges dans les bois des Coulettes, Naddes, Boismal, sans en avoir de nous pris la permission par écrit, à peine d'être réputez vagabonds et comme tels condamnez aux gallères perpétuelles et attachez à la chaîne sans aucune procédure. »
En 1879, la forêt est sévèrement touchée par une tempête.
En 1944, la forêt hébergea des camps de maquisards, dont le camp FTP Gabriel Dionnet. Le 23 juillet 1944, 1 500 SS lancèrent une opération contre les maquis de toute la zone à l'entour. À la fin de l'opération, le général qui commandait l'opération estimait à 25 le nombre de maquisards tués. La plupart auraient été tués dans leur fuite sur les routes, d'autres ont été fusillés après leur capture (ex. : massacre du Champ des vignes à Gannat). Une plaque dans les bois sur la commune de Veauce commémore le souvenir de 11 FTP tués.
Un projet d'implantation d'éoliennes au cœur de la forêt a rencontré une importante opposition. Après le rejet du projet par le nouveau conseil municipal de Bellenaves élu en 2020, le projet a été définitivement abandonné.

## Végétation
La forêt des Colettes est une forêt de moyenne altitude, qui s'étage de 350 à 730 mètres ; des espèces différentes dominent selon l'altitude.
Le chêne (chêne rouvre) l'emporte jusqu'à 550 m ; on trouve au nord, dans le secteur de Villard-les-Bois, une belle chênaie avec des arbres âgés de 100 à 200 ans.
Au-dessus de 550 m, le hêtre domine. La forêt des Colettes est connue comme l'une des plus belles hêtraies naturelles d'Europe.
Dans la partie la plus haute, et notamment sur les terrains libérés par la fin de l'exploitation des carrières, on a planté des résineux (pin sylvestre, douglas) .

## Tourisme
- Wolframines est un espace muséographique qui présente de manière à la fois didactique et ludique le monde de la minéralogie et les richesses minérales de la zone de la Bosse (exposition, présentation audiovisuelle, animations pour les enfants, visite des anciennes carrières)[8]. Cet espace a dû fermer vers 2014-2016 ; il a rouvert en 2017 sur de nouvelles bases ; son développement a été gêné par les restrictions liées à la pandémie de Covid 19, mais il bénéficie désormais d'un soutien important des collectivités territoriales.
- Sentiers balisés : randonnée pédestre, à cheval ou à VTT. Le GR 463, qui parcourt le sud du département de l'Allier, traverse la forêt d'est en ouest. Le GRP du Val de Sioule fait une boucle dans la partie nord-est de la forêt.
- Parc accrobranches (route de la Bosse à Louroux-de-Bouble).
- Village de vacances du Vert Plateau, au-dessus de Bellenaves.